# 루돌프 2세 (신성 로마 황제)

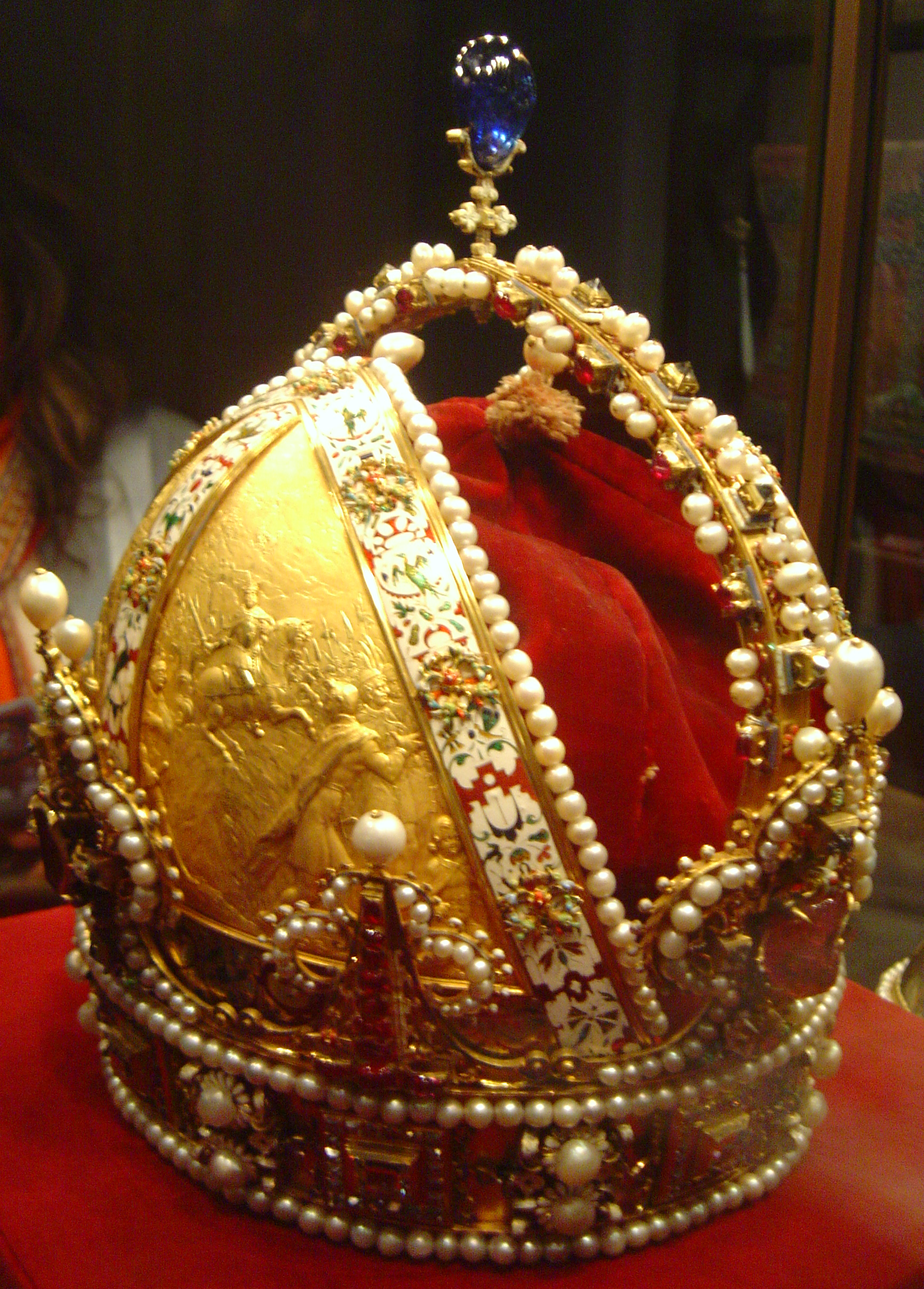
루돌프 2세의 왕관, 후에 오스트리아 제국의 왕관이 된다

루돌프 2세(독일어: Rudolf II., 1552년 7월 18일, 빈 - 1612년 1월 20일, 프라하)는 신성 로마 제국의 황제이자 보헤미아의 왕, 헝가리 왕국의 왕이다. 보헤미아의 국왕 루돌프 2세(체코어: Rudolf II.), 헝가리와 크로아티아의 국왕 루돌프(헝가리어: Rudolf, 슬로바키아어: Rudolf II. 루돌프 2세, 크로아티아어: Rudolf II. 루돌프 2세)에 해당한다.
신성 로마 제국의 황제이자 보헤미아의 왕, 헝가리 왕국의 왕인 막시밀리안 2세의 아들이다. 어머니 마리아는 신성 로마 제국의 황제이자 스페인의 왕인 카를 5세의 딸이다. 문화적으로 많은 치적을 남겼지만 병약하고 무능, 나태한 심성 때문에 말년에 인심을 잃어 모든 작위를 잃고 허울 뿐인 신성 로마 황제로 프라하의 궁정에 유폐되었다.

## 생애
막시밀리안 2세와 스페인의 마리아 사이에서 살아남은 자식중 맏이로 교육을 위해 1563년 외할아버지가 있는 스페인으로 보내진다. 1572년 헝가리 왕국의 왕이 되고 3년 후에 보헤미아의 왕이 된다. 1575년에 레겐스부르크에서 신성 로마 제국의 왕으로 선출된다. 아버지 사후인 1576년에 신성 로마 제국의 황제가 되며 많은 영지들을 물려 받아 동생 마티아스와는 필연적으로 권력 다툼이 발생하는 요인이 된다.
이후 1593년 오스만 제국과의 전쟁에서 그의 무능함이 드러나기 시작했다. 케레츠테스 전투에서 오스트리아-헝가리 연합군이 궤멸되어 한순간에 방어선이 무너져 빈까지 위험하게 되었다. 그나마 오스만 제국의 술탄 메흐메트 3세가 전쟁에 염증을 느껴 이스탄불로 귀환했지만 전쟁은 13년이나 이어져 트란실바니아에서 보크스카이 이스트반을 주측으로 한 반란이 일어났고 합스부르크 가 또한 루돌프 2세의 자질을 의심하기 시작했고 급기야 가문 전체가 마티아스에게 전쟁을 종결시킬 전권 넘기게 압박하자 하는 수 없이 전권을 줘야 했고 마티아스는 헝가리의 작은 마을인 지트바토록에서 굴욕적인 평화 조약을 체결했지만 곧 헝가리인들의 지지를 받기 시작했고 급기야 온갖 실정을 거듭하던 루돌프 2세에게 반기를 들었다.
루돌프 2세는 보헤미아로 달아나 당시 개신교로 기울고 있던 그곳 귀족들의 지지를 얻기 위해 종교적 이의 제기를 받아들이겠다고 했으나 곧 겨우 얻은 군사력 또한 사상 누각이라는 것을 알고 마티아스와 표면적으로 화해, 그에게 헝가리 왕위, 모라비아 변경백위, 오스트리아 대공위를 넘기고 만다. 이후 루돌프 2세는 거의 자신의 후계자로 확정된 마티아스에게 대항하기 시작하려 했으나 보헤미아 귀족들과 약조한 것을 그저 넘어가려 하자 귀족들은 루돌프 본인의 제가도 없이 독단적으로 하인리히 마티아스 폰 투른을 수장으로 한 10명의 자유 수호자들을 선출 루돌프 2세를 압박하기 시작했고 결국 루돌프는 이들에게 굴복해 개신교의 자유를 허락하는 칙서(루돌프 칙령)를 내리고 만다.

## 예수회의 개신교 탄압
루돌프 2세는 극단적으로 교조적인 가톨릭교도는 아니었지만 그를 정점으로 하는 합스부르크 가문의 지배 권력은 중부 유럽의 가톨릭화에 있어서의 프라하와 체코 왕국의 중요성을 깨닫고 예수회 교육을 받은 급진 가톨릭교도들로 하여금 중요한 행정 기구들을 장악하게 하여 재가톨릭화의 발판으로 삼고자 하였다. 그리하여 1598년부터 1603년에 이르는 기간 동안 처음에는 보헤미아 지역에서 출발하여 나중에는 모라비아 지역에 이르기까지 예수회 교도들로 핵심적인 자리들을 채웠으며 이들로 하여금 형제 교단을 비롯한 개신교도들에 대한 탄압을 주도하게 하였다.

## 루돌프 칙령
합스부르크 군주국의 분열과 군주의 세력 약화는 체코 귀족들로 하여금 자신들의 정치적 종교적 권리 회복을 위한 좋은 기회를 제공하였다. 귀족들은 종교의 자유를 확보하기 위한 무력 항쟁도 불사하겠다는 결의를 천명하였고, 군사적 충돌에 대한 준비가 되어 있지 않은 루돌프 2세는 유화적인 가톨릭 귀족들의 중재로 1609년 7월 9일 종교의 자유에 대한 칙령인 루돌프 칙령(Rudolfuv Majestat; 또는 Letter of Majesty)을 발표하였다. 이 칙령에서 보헤미아 지방에 거주하는 모든 사람들에게 종교선택권을 부여한다는 것과 체코 개신교인들의 연합체인 체코 컨페션을 토대로 결성된 독립교회를 합법적인 종교단체로 인정한다는 것 등이 명시되었다. 아울러 개신교도들의 교회 및 학교건설 역시 허용한다는 것도 언급되었다. 이로써 1575년 체코 컨페션이 합법적인 종교로 인정받게 되었고 보헤미아 지방의 개신교도들이 신앙의 자유를 공인받았다.
그 뒤 루돌프 2세는 본격적으로 마티아스에게 대항하기 위해 더 많은 군대와 세금이 필요하게 되었고 곧바로 빈 영지들을 흡수하기 시작하려는 움직임을 보여 주변에 적지 않은 반발을 낳았고 마티아스 대신 스트라스부르크와 파사우의 주교이자 사촌인 레오폴트 5세 대공을 또다른 후계자로 내세우게 된다. 이후 파사우에 비밀리 용병대를 모집해 마티아스를 노리려고 하나 재정적으로 적자가 되어 임금이 체불되자 용병대는 독단으로 보헤미아를 향해 행군하기 시작 이내 일대를 약탈하기 시작한다. 파사우의 용병대의 존재를 알게 된 보헤미아인들은 루돌프 2세가 칙서를 무효화시키는 것이 아닌가를 우려하기 시작, 용병대를 모집한 루돌프 2세에게 분노를 느꼈고 10인의 자유 수호자들은 황제를 비난했다.
이에 루돌프 2세는 칙서로 용병대의 약탈을 금하려고 했으나 이미 그의 권위는 허수아비 그자체였다. 이에 보헤미아인들은 마티아스에게 구원을 요청했고 그 요청을 받아들인 마티아스는 군대를 이끌고 곧바로 보헤미아로 진군해 파사우의 용병대를 진압한다. 루돌프 2세는 보헤미아 왕위를 빼앗긴체 신성 로마 황제위만 유지한채 프라하의 궁전에 연금되어 1년뒤 1612년 1월 20일 감금된 상태에서 서거한다.

## 수집광 루돌프
루돌프 2세는 예술과 건축에 많은 관심을 가져 당대의 뛰어난 예술품들을 수집하고 주세페 아르침볼도 (Giuseppe Arcimboldo)를 궁정 화가로 고용하기도 한다. 그러나 그의 수집품들의 대부분은 1648년 프라하의 서부가 스웨덴군에 함락된 후 전리품으로 빼앗겼다. 과학에도 많은 관심을 쏟았다. 튀코 브라헤와 요하네스 케플러 등을 궁정으로 불러들였다. 그리고 수많은 연금술사들을 곁에 두었다. 이러한 루돌프 2세의 관심은 프라하에 아직까지도 신비스러운 유적들을 남기기도 했다.

주세페 아르침볼도가 그린 루돌프 2세의 초상화

## 같이 보기
- 오스트리아의 역사
- 휴 트레버-로퍼